# Bendigo Art Gallery
Bendigo Art Gallery – galeria sztuki znajdująca się w australijskim mieście Bendigo, w stanie Wiktoria.

## Historia
Galerię założono w 1887 roku, w złoty jubileusz panowania królowej Wiktorii. W 1890 na siedzibę instytucji wybrano wzniesiony w 1867 budynek, dawniej służący wojsku. Na potrzeby galerii został on przebudowany według projektu Williama Charlesa Vahlanda i Roberta Getzschmanna. Kompleks rozbudowano w 1897 i 1905, drugimi pracami kierował Williama Beebe. W 1962 do gmachu dobudowano modernistyczną fasadę, a w 1976 – wzniesiono wschodnie skrzydło. W 1995 władze stanowe przyznały instytucji milion dolarów na przebudowę obiektu. Na architekta wybrano Karla Fendera, który w 1998 usunął fasadę z lat 60. i odrestaurował XIX-wieczne budynki. W 2014 otwarto kolejne skrzydło, również projektu Karla Fendera.

## Zbiory
Zbiory galerii obejmują sztukę od lat 50. XIX wieku do dziś. Przechowywane są w niej dzieła zarówno dziewiętnasto- i dwudziestowieczne, autorstwa np. Waltera Withersa czy Thomasa Wrighta, jak i utwory sztuki współczesnej, autorstwa m.in. Patricii Piccinini, Dale’a Franka, Bena Quilty’ego czy Emily Kame Kngwarreye.

### Galeria

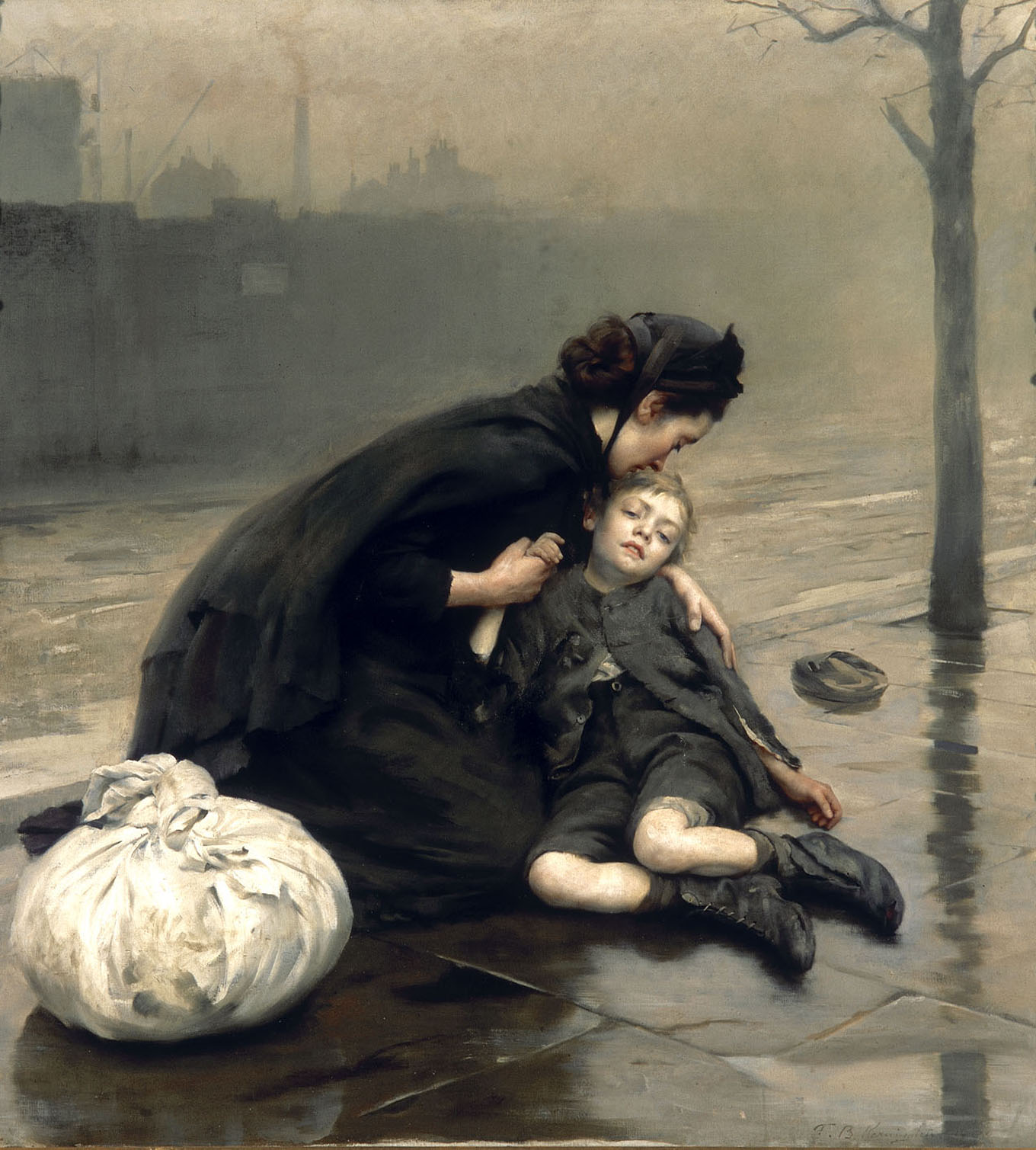
Thomas Kennington, Bezdomność (ang. Homeless), 1890
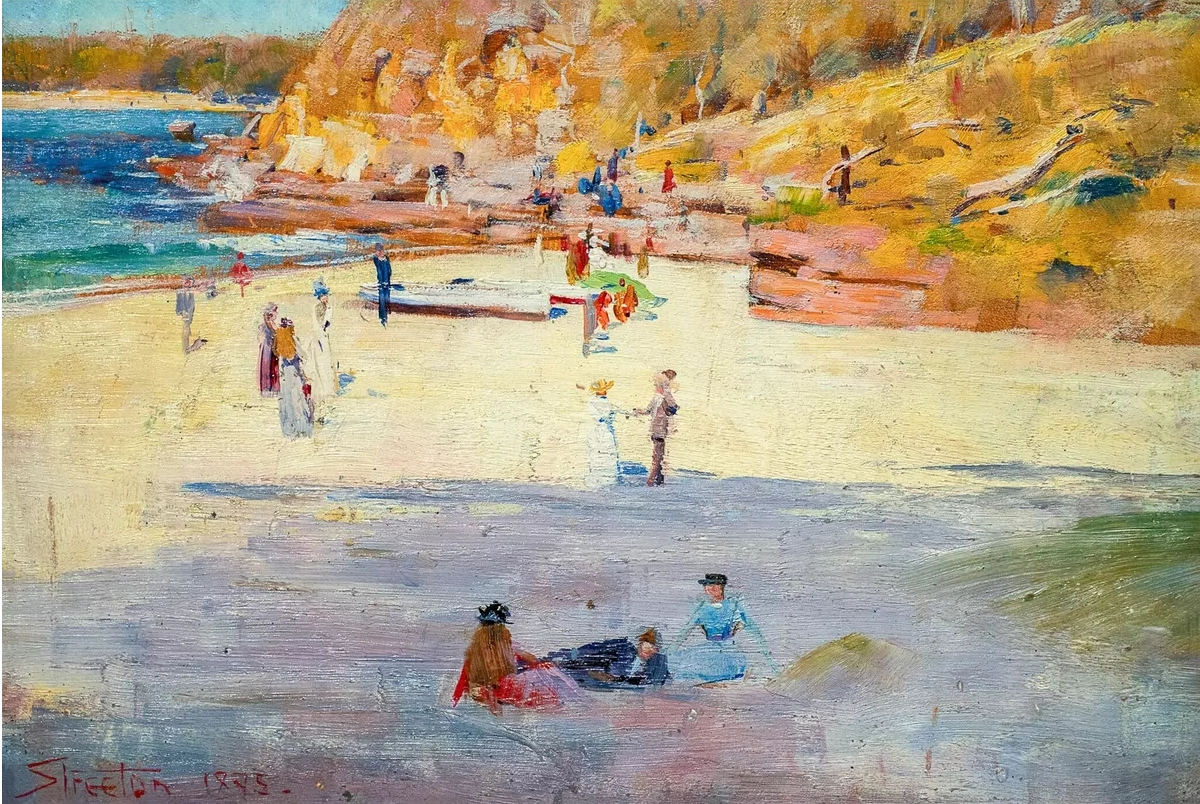
Arthur Streeton, Męska Plaża (ang. Malny Beach), 1895
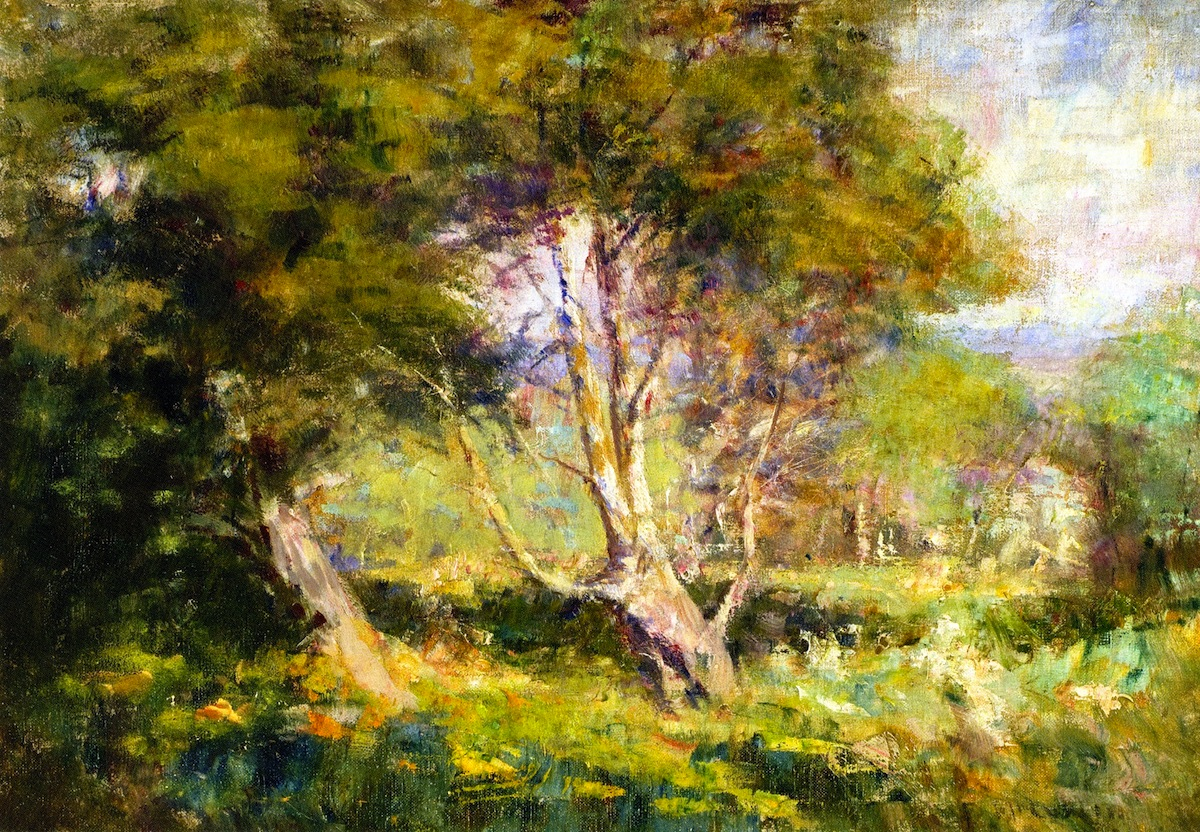
Frederick McCubbin, Wiejska Sielanka (ang. A Spring Pastoral), 1908
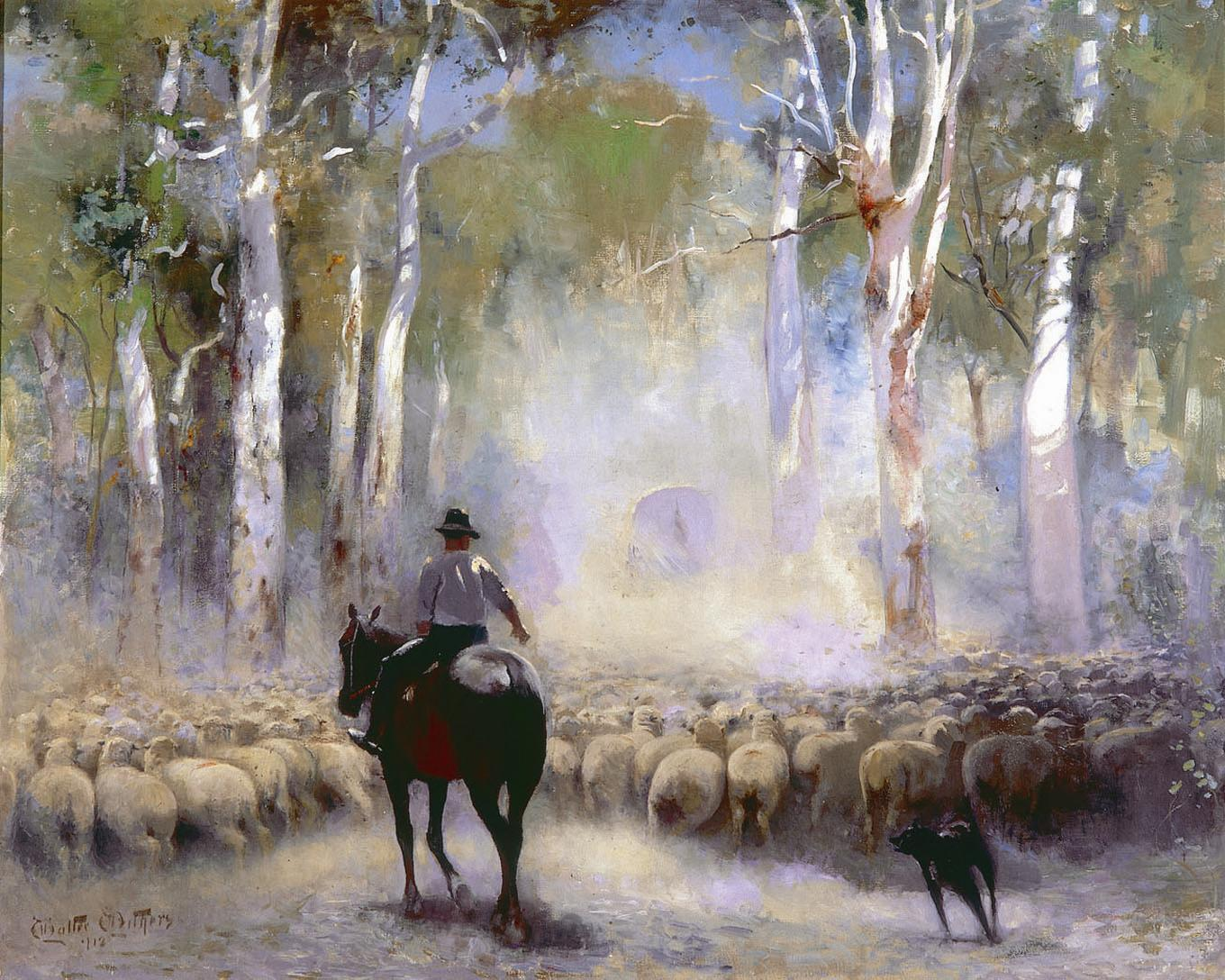
Walter Withers, Poganiacz (ang. The Drover), 1912